# Stazione di Montuolo
Stazione di Montuolo vasútállomás Olaszországban, Lucca település Montuolo frazionéjában.

## Vasútvonalak
Az állomást az alábbi vasútvonalak érintik:
- Pisa–Lucca-vasútvonal

## Kapcsolódó állomások
A vasútállomáshoz az alábbi állomások vannak a legközelebb:
- Stazione di Nozzano (Stazione di Viareggio)
- Stazione di Lucca
- Stazione di Ripafratta (Stazione di Pisa Centrale)